# Siphlophis compressus
Siphlophis compressus — вид змій родини полозових (Colubridae). Мешкає в Центральній і Південній Америці.

## Поширення та екологія

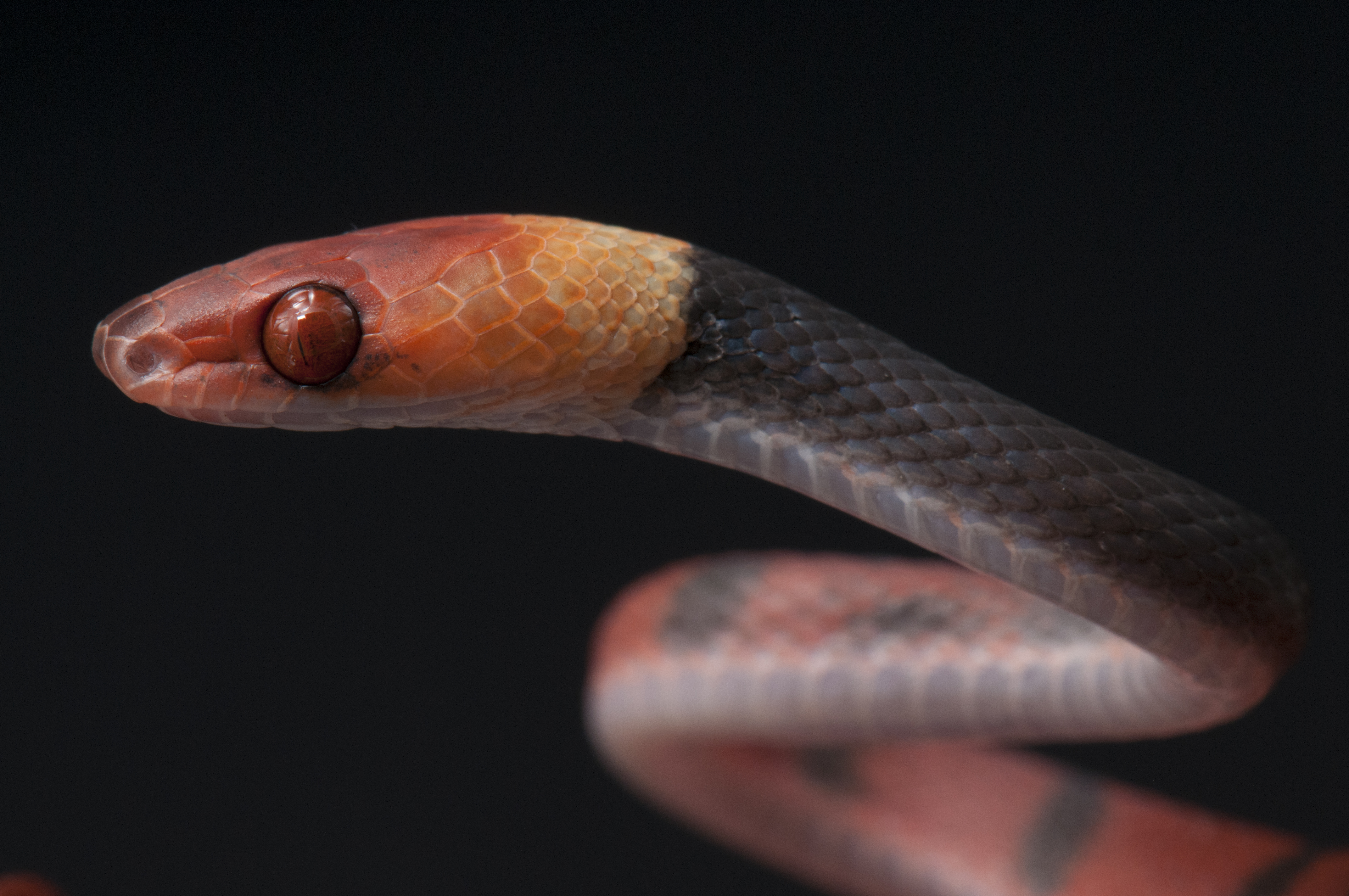
Голова Siphlophis compressus

Siphlophis compressus широко поширені від Коста-Рики на південь через Панаму до Бразилії (де зустрічаються як в Амазонії, так і в регіоні Атлантичного лісу на східному узбережжі країни), Венесуели, Колумбії, Еквадору, Гаяни, Суринаму, Французької Гвіани, Болівії і Перу, а також на Тринідаді. Вони живуть у вологих рівнинних тропічних лісах в низовинах і передгір'ях, трапляються в сухих тропічних лісах в колумбійському льяносі. В Коста-Риці зустрічаються на висоті до 500 м над рівнем моря, в Панамі на висоті до 800 м над рівнем моря, у венесуельських Андах на висоті до 1200 м над рівнем моря. Ведуть нічний, переважно деревний спосіб життя. Живляться переважно ящірками, яких отруюють або душать, а також зміями. ссавцями, жабами і яйцями плазунів.